# Michael Scheikl
Michael Scheikl (5 maggio 1989) è un ex slittinista austriaco, specialista dello slittino su pista naturale.

## Palmarès

### Mondiali su pista naturale
- 5 medaglie:
  - 1 oro (singolo a Kühtai 2025)
  - 4 argenti (gara a squadre a Lazfons 2019; singolo e gara a squadre a Nova Ponente 2023; gara a squadre a Kühtai 2025)
  - 1 bronzo (singolo a Lazfons 2019)

### Europei su pista naturale
- 6 medaglie:
  - 1 oro (singolo a Mosca 2020)
  - 6 argenti (singolo a Novoural'sk 2012; gara a squadre a Mosca 2020; singolo e gara a squadre a Lasa 2022; singolo e gara a squadre a Valgiovo 2024)
  - 1 bronzo (gara a squadre a Novoural'sk 2012)

### Coppa del Mondo su pista naturale

#### Gare individuali
- Vincitore della Coppa del Mondo del singolo nel 2021
- 42 podi:
  - 10 vittorie
  - 17 secondi posti
  - 15 terzi posti

| Data             | Luogo           | Paese   | Specialità |
| ---------------- | --------------- | ------- | ---------- |
| 11 gennaio 2009  | Sankt Sebastian | Austria | Singolo    |
| 25 gennaio 2015  | Obdach          | Austria | Singolo    |
| 5 gennaio 2020   | Obdach          | Austria | Singolo    |
| 9 febbraio 2020  | Lasa            | Italia  | Singolo    |
| 17 dicembre 2020 | Obdach          | Austria | Singolo    |
| 19 dicembre 2020 | Obdach          | Austria | Singolo    |
| 19 febbraio 2022 | Sankt Sebastian | Austria | Singolo    |
| 18 dicembre 2022 | Obdach          | Austria | Singolo    |
| 21 dicembre 2024 | Obdach          | Austria | Singolo    |
| 22 dicembre 2024 | Obdach          | Austria | Singolo    |

#### Gare di squadra
- 13 podi:
  - 2 vittorie
  - 7 secondi posti
  - 4 terzi posti

| Data            | Luogo  | Paese   | Specialità                                                     |
| --------------- | ------ | ------- | -------------------------------------------------------------- |
| 12 gennaio 2019 | Obdach | Austria | Staffetta a squadre con Tina Unterberger e Thomas Kammerlander |
| 5 gennaio 2020  | Obdach | Austria | Staffetta a squadre con Tina Unterberger                       |

## Statistiche

### Coppa del Mondo su pista naturale - Singolo
| Stagione | Età | Classifica | Gare | Vittorie | Podi | Punti     |
| -------- | --- | ---------- | ---- | -------- | ---- | --------- |
| 2006     | 17  | 41°        | 1    | 0        | 0    | 21        |
| 2008     | 19  | 9°         | 4    | 0        | 1    | 208       |
| 2009     | 20  | 4°         | 6    | 1        | 1    | 303 (337) |
| 2010     | 21  | 11°        | 6    | 0        | 0    | 193 (198) |
| 2011     | 22  | 9°         | 5    | 0        | 1    | 241       |
| 2012     | 23  | 4°         | 6    | 0        | 2    | 345       |
| 2013     | 24  | 4°         | 6    | 0        | 3    | 391       |
| 2014     | 25  | 3°         | 6    | 0        | 4    | 424       |
| 2015     | 26  | 3°         | 6    | 1        | 2    | 391       |
| 2016     | 27  | 23°        | 1    | 0        | 1    | 85        |
| 2017     | 28  | 5°         | 7    | 0        | 0    | 353       |
| 2018     | 29  | 4°         | 6    | 0        | 1    | 323       |
| 2019     | 30  | 4°         | 7    | 0        | 2    | 432       |
| 2020     | 31  | 2°         | 6    | 2        | 5    | 555       |
| 2021     | 32  | 1°         | 6    | 2        | 5    | 490       |
| 2022     | 33  | 3°         | 5    | 1        | 4    | 380       |
| 2023     | 34  | 3°         | 4    | 1        | 3    | 491       |
| 2024     | 35  | 4°         | 7    | 0        | 2    | 418       |
| 2025     | 36  | 2°         | 7    | 2        | 4    | 555       |
|          |     |            |      |          |      |           |
| Totale   | –   | –          | 102  | 10       | 42   | 6 599     |

(NNN): Tra parentesi i punti totali ottenuti in stagione quando vigeva la regola degli scarti.

### Campionati mondiali su pista naturale
- 6 medaglie – (1 oro, 4 argenti, 1 bronzo)

| Anno | Età | Località         | Singolo | Gara a squadre |
| ---- | --- | ---------------- | ------- | -------------- |
| 2009 | 20  | Moso in Passiria | 6°      | –              |
| 2011 | 22  | Umhausen         | –       | –              |
| 2013 | 24  | Nova Ponente     | 8°      | 4°             |
| 2015 | 26  | Sankt Sebastian  | 5°      | non disputata  |
| 2017 | 28  | Vatra Dornei     | 12°     | –              |
| 2019 | 30  | Lazfons          | Bronzo  | Argento        |
| 2021 | 32  | Umhausen         | 4°      | –              |
| 2023 | 34  | Nova Ponente     | Argento | Argento        |
| 2025 | 36  | Kühtai           | Oro     | Argento        |

### Campionati europei su pista naturale
- 8 medaglie – (1 oro, 6 argenti, 1 bronzo)

| Anno | Età | Località         | Singolo | Gara a squadre |
| ---- | --- | ---------------- | ------- | -------------- |
| 2008 | 19  | Valdaora         | 4°      | non disputata  |
| 2010 | 21  | Sankt Sebastian  | 9°      | –              |
| 2012 | 23  | Novoural'sk      | Argento | Bronzo         |
| 2014 | 25  | Umhausen         | 8°      | –              |
| 2016 | 27  | Moso in Passiria | –       | –              |
| 2018 | 29  | Obdach           | 6°      | –              |
| 2020 | 31  | Mosca            | Oro     | Argento        |
| 2022 | 33  | Lasa             | Argento | Argento        |
| 2024 | 35  | Valgiovo         | Argento | Argento        |